# Вазо Льежский
Вазо́ Льежский (Wazo, Wazon) — епископ Льежа с 1042 по 1048 год, один из крупнейших деятелей церкви первой половины XI века. Сведения о его жизни содержатся в составленной Ансельмом Льежским «Gesta episcoporum Leodiensium».
Вазо родился между 980 и 990 годами в окрестностях Лоба, в монастыре которого он обучался, или Намюра. Затем Вазо перешёл в Льеж, где обучался под руководством Ноткера, под руководством которого процветала школа пр местном соборе. В то же время была известна конкурирующая школа Фульбера в Шартре и, возможно, Вазо был некоторое время учеником и там. С 1008 года льежскую школу возглавил Вазо и при нём там успешно развивалось обучение математике. С 1017 года Вазо исполнял также обязанности декана Льежского собора. В результате возникших разногласий с прево, Вазо был вынужден покинуть город и искать убежища у своего друга аббата Поппона в аббатстве Ставло. Затем, благодаря своей учёности, Вазо получил место капеллана при дворе императора Конрада II. После смерти льежского прево Вазо смог вернуться в город, где в 1033 году сам стал прево и архидиаконом. После смерти епископа Регинара Вазо был весьма вероятным кандидатом на освободившуюся кафедру, но уступил Нитару. Пять лет спустя Вазо был единогласно избран епископом и был утверждён в этой должности императором Генрихом III.
На епископском посту, который Вазо занимал до своей смерти 8 июля 1048 года, он активно занимался административной и политической деятельностью. Несмотря на претензии герцога Лотарингии Готфрида II и затем короля Франции Генриха I, Вазо сохранял верность императору. Несмотря на это епископ отвергал притязания Генриха III на участие в управление делами церкви.
Важное значение имела позиция льежского епископа в отношении методов борьбы с ересями, в которой он отстаивал чисто церковные способы наказания. В 1040-х годах Вазо давал советы в борьбе с распространившимся среди простолюдинов епархии Шалона «манихейством». В ответ на письмо епископа шалонского Роже II, на основе евангельской притчи о добром семени и о плевелах Вазо обосновывал неправильность смертной казни в качестве наказания за ересь. По мнению Вазо, еретики должны подвергаться духовным наказаниям, исключаться из церковного общения и публично осуждаться. Епископ Шалона, перечисляя заблуждения еретиков, указывал на отрицание ими брачных союзов и употребление животной пищи, поскольку якобы убийство противоречит ветхозаветным законам. В своём письме Вазо пояснял, что вегетарианство следует объяснять неправильным пониманием заповеди «Не убий», которая относится только к людям. C этим заблуждением Вазо предлагал бороться средствами логики, указывая, что растительная пища получается путём «убийства» зерна, указывая подтверждающие высказывания в Ветхом и Новом Заветах. Таким образом еретики должны либо следовать своей вере до конца и отказаться от любой пищи, или же вернуться в лоно церкви.